# Idea leuconoe
Idea leuconoe is een grote vlinder uit de familie Nymphalidae. De wetenschappelijke naam is gepubliceerd in 1834 door Wilhelm Ferdinand Erichson.

## Kenmerken
De vlinder heeft een spanwijdte van 95-115 millimeter.

## Verspreiding en leefgebied
Deze vlindersoort komt voor in de dichte regenwouden van zuidelijk China en Maleisië tot de Filipijnen en enkele Indonesische eilanden.

## De rups en zijn waardplanten
De waardplanten behoren tot het geslacht Tylophora.

## Levensverwachting
In een onderzoek naar de levensduurverwachting van vlinders in gevangenschap, was de gemiddelde levenslengte van deze soort 19 dagen, met als maximum 104 dagen.

## Synoniemen
- Hestia riukiuensis Holland, 1893
- Idea missilia Fruhstorfer, 1910
- Nectaria leuconoe nipponica Fruhstorfer, 1898
- Hestia kanamarui Nomura, 1932
- Hestia takabanis Nomura, 1932
- Hestia koshunus Nomura, 1932
- Hestia leuconoe karimondjawae Van Eecke, 1933
- Lobocla bifasciata kodairai Sonan, 1936
- Hestia jacouleti Watari, 1941
- Idea littoralis Talbot, 1941
- Idea leuconoe roepkei Nieuwenhuis, 1954
- Idea leuconoe kotoshoensis Murayama & Shimonoya, 1966[1]

## Ondersoorten
- Idea leuconoe leuconoe
- Idea leuconoe jumaloni Treadaway & Schröder, 2003
  - holotype: "male. 12.VIII.1988." SMF, Frankfurt-am-Main, Duitsland.
  - typelocatie: "Philippines, Cebu Isl., Badian, 50 m"[2]
- Idea leuconoe mentawaica Hanafusa, 1993
  - holotype: "male. II.1992." Collectie Hanafusa, Tottori, Japan.
  - typelocatie: "Indonesia, Mentawai Islands, Sipora Island"[3]
- Idea leuconoe sibutana Treadaway & Schröder, 2003
  - holotype: "male. 25.VI.1990." SMF, Frankfurt-am-Main, Duitsland.
  - typelocatie: "Philippines, Tawitawi Group, Sibutu Isl. Cavan Cavan, 5 m"[2]

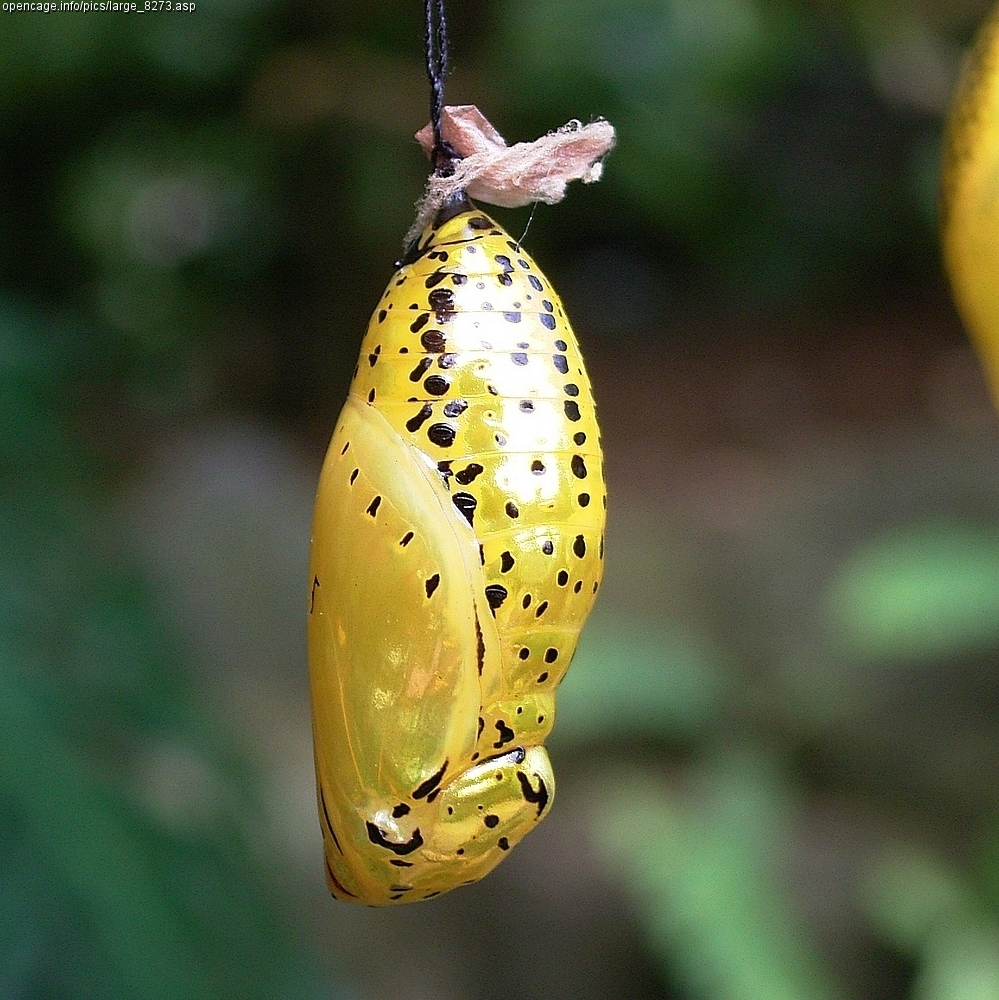
Pop
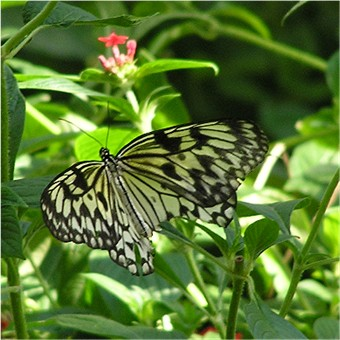
Leuconoe op blad
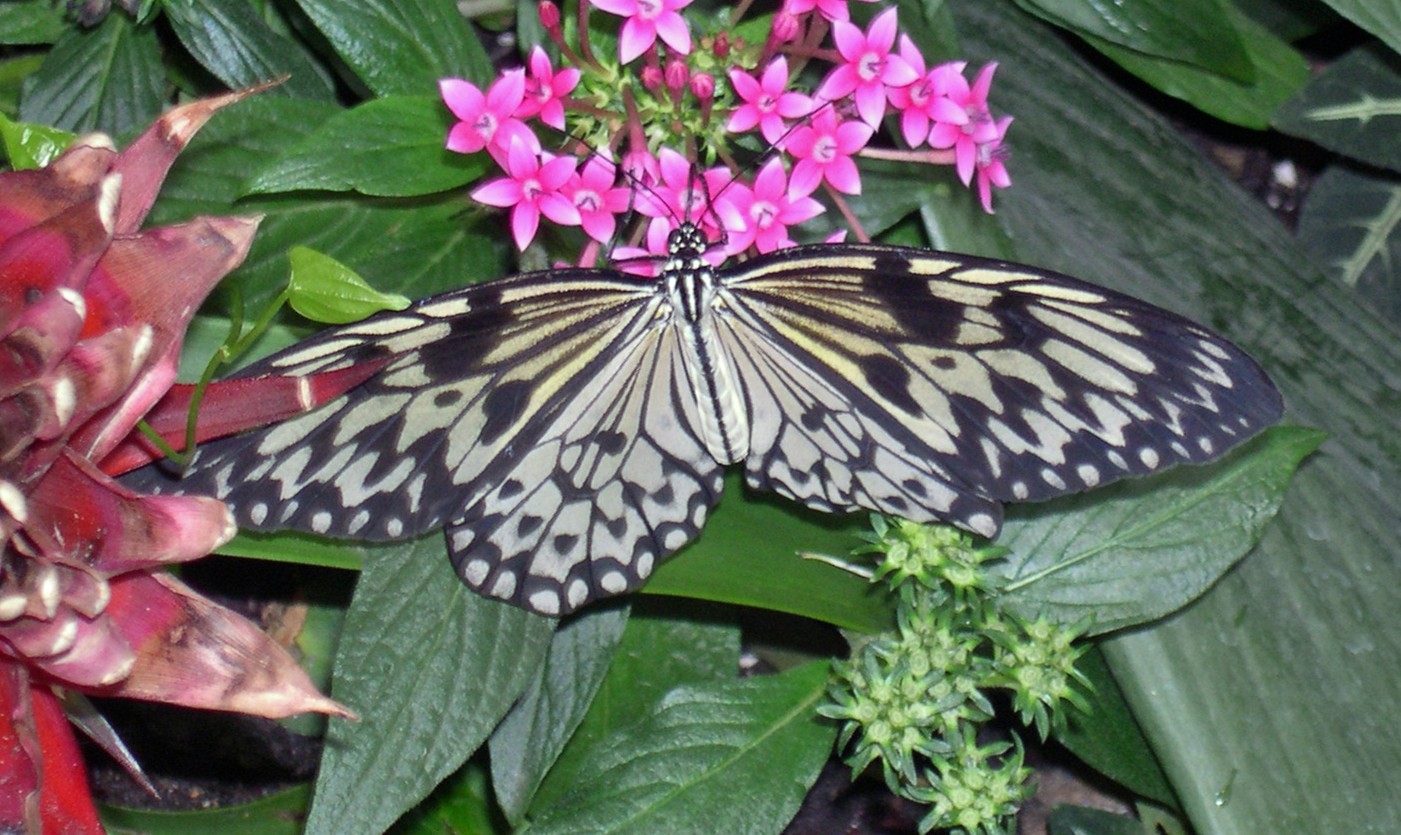
Exemplaar in Blijdorp
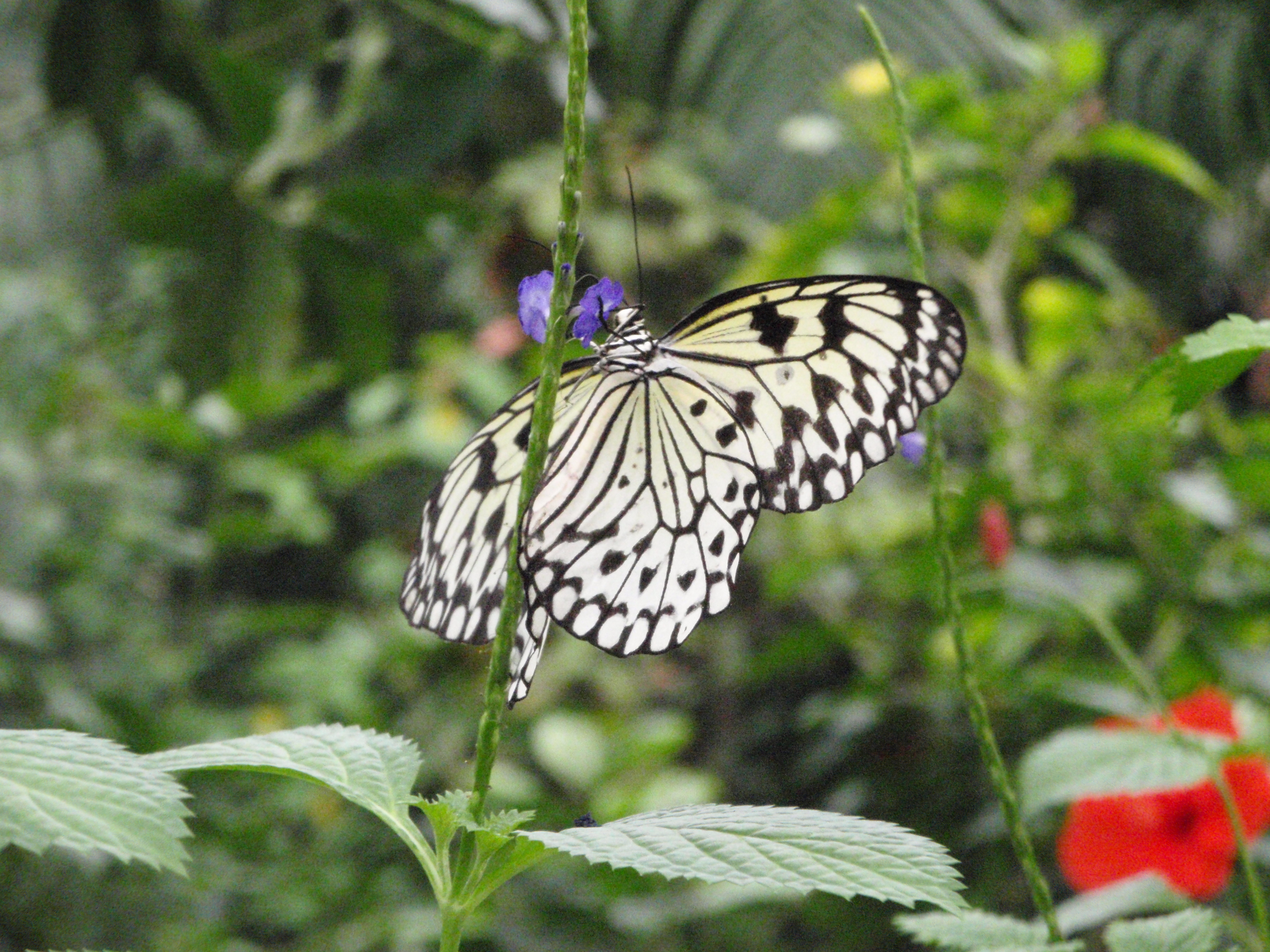
Exemplaar in het Dierenpark Emmen
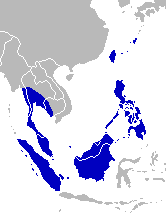
Verspreidingskaart